# Вера Матовић
Вера Матовић (Чачак, 3. јун 1946) српска је фолк певачица.

## Биографија
Каријеру је започела 1971. године са својим супругом, хармоникашем Ратомиром Матовићем. До сада је снимила 15 сингл-плоча и преко 20 албума. Њени највећи хитови су: Белу блузу суза кваси, Хајде да се будимо у двоје, Шта ти моја блуза смета, Марко, сунце моје јарко, Љуљај ме, судбино, Јави ми се, јави, Ој, ливадо, ој зелена, Два јастука бела, Гледам Чачак с Јелице планине, Брат и сестра, Мики, Милане.
Појавила се у серији Камионџије опет возе 1983. и филму Камионџије поново возе 1984. године.
Учествовала је и освајала награде на многим фестивалима: Шумадијски сабор, Моравски бисери, Илиџа, Посело 202, Хит парада и другим.
Прва је певачица у тадашњој Југославији која је добила награду Оскар популарности. Било је то за песму Белу блузу суза кваси. Добитница је Повеље за изузетан допринос развоју естрадно-музичке делатности, коју додељују Самостални синдикат естрадних уметника и извођача и Савез естрадно-музичких уметника Србије. На фестивалу Лира 2017. године јој је додељена плакета „Златна лира” за изузетна и незаборавна вокална остварења.
Учествовала је у ријалитију Српска посла на РТВ Пинк.
У рекламном споту за бренд Мајкла Џордана коју је снимио Лука Дончић је у аутомобилу спота пуштена песма Вере Матовић Мики Милане.

## Дискографија

### Сингл-плоче
- Сирота сам без љубави (1971)
- Ако си сунце моје (1972)
- Пастирче младо и мило (1973)
- Све бих дала да те заборавим (1974)
- Од немила до недрага (1975)
- Све или ништа (1975)
- У срцу сам те закључала / Признај, пола ти се прашта (1975)
- Склони ми се с пута (1976)
- Лепи Маријо / Другарице, не дирај у срећу (1977)
- Прекиде се ланац среће / Не остављај ме саму (1977)
- Не могу да се одвојим од тебе / Срећо моја, мени намењена (1978)
- Ниси ме на путу нашао (1978)
- Није грешка, већ намера / Ја презиме хоћу твоје (1979)
- Најдражи гост (1979)
- Закуни се око моје (1980)

### Албуми
- Не играј се ватром (1976)
- Хеј, љубави, куд си ме повела (1977)
- Срећо моја, мени намењена (1978)
- Сачекај ме, љубави (1980)
- На прозору рузмарин мирише (1981)
- Хајде да се будимо у двоје (1982)
- Јави се, јави (1983)
- По мојој си вољи (1984)
- Ја знам лек за остављене (1985)
- Хало, хало, где идеш вечерас (1986)
- Само један минут (1987)
- Само за тебе живим (1988)
- Волим те (1989)
- Крива сам (1990)
- Живели заљубљени (1991)
- Љуљај ме, судбино (1992)
- Каква је ово година (1994)
- Мораш доћи (1995)
- Чије су оно ноћи (1997)
- 18 дана (1998)
- Вера Матовић (2003)
- Клацкалица (2006)
- Мики, Милане (2009)
- Вера Матовић (2016)

## Фестивали
- 1977: Илиџа — Другарице, не дирај у срећу (победничка песма и награда жирија новинара)
- 1978: Илиџа — Срећо моја мени намењена
- 1979: Хит парада — Није грешка, већ намера
- 1981: Хит парада — Закуни се око моје
- 1982: Хит парада — Белу блузу суза кваси
- 1983: Хит парада — Хајде да се будимо у двоје
- 1984: МЕСАМ / Хит парада — Марко, Марко
- 1985: МЕСАМ — Има нешто сумњиво
- 1986: МЕСАМ — Хало, хало, где идеш вечерас
- 1987: Илиџа — Јесен стиже, јабуке и крушке зрију (Вече посвећено композитору Јози Пенави)
- 1989: Посело године 202 — Волим те ко Бога / Дошао ми комшија
- 1989: Хит парада — Узми ме вечерас
- 1989: МЕСАМ — Први пут (трећа награда жирија)
- 1989: Шумадијски сабор — Шумадијо, моја друго (трећа награда публике)
- 1990: Шумадијски сабор — Заиграјте цуре (прва награда публике)
- 1992: Шумадијски сабор — Ускрс је (прва награда стручног жирија за интерпретацију)
- 1992: Хит парада — Еј, сузо проговори
- 2001: Моравски бисери — Издао си нашу љубав (прва награда публике)
- 2002: Бања Лука — Мило моје миловање (Вече народне музике; награда стручног жирија)
- 2006: Моравски бисери — Косово зове
- 2007: Моравски бисери — Где си душо, где си рано
- 2008: Илиџа — Другарице, не дирај у срећу (Вече легенди фестивала)
- 2011: Моравски бисери — Србијанка (победничка песма)
- 2014: Моравски бисери — Откопчај ми јелек (победничка песма, прва награда стручног жирија и прва награда публике)
- 2017: Лира, Београд — Марко, Марко / Шта ти моја блуза смета (гошћа ревијалног дела фестивала)
- 2020: Сабор народне музике Србије, Београд — ? (гошћа пете такмичарске вечери фестивала и добитница Награде националног естрадно-музичког уметника Србије)
- 2021: Моравски бисери — Раскопчај ми јелек / Белу блузу суза кваси / Мики, Милане